# Oliva hayesi
Oliva hayesi is een slakkensoort uit de familie van de Olividae. De wetenschappelijke naam van de soort is voor het eerst geldig gepubliceerd in 2012 door Sargent & Petuch.